# 47e division de fusiliers motorisés (Russie)
Cet article concerne la division russe. Pour la division soviétique, voir 47e division de fusiliers motorisés (Union soviétique). Pour les autres significations, voir 47e division.
La 47e division de fusiliers motorisés (russe : 47-я мотострелковая дивизия) est une grande unité de l'Armée de terre russe.

## Historique
Elle est créée en 2016 en Crimée occupée sous le nom de 47e division de défense territoriale (russe : 47-я дивизия территориальной обороны), formée de réservistes locaux mais aussi d'autres régions russes. Après le début de l'invasion russe de l'Ukraine, la division est transformée en division de fusiliers motorisés, qui continue d'être renforcée en octobre 2023. Des éléments de la division combattent en Ukraine dès novembre 2022, mais séparés : par exemple, le 1152e régiment combat avec la 810e brigade d'infanterie de marine dans la région de Zaporijjia. L'état-major de la division reste stationné à Sébastopol.